# Av hela mitt hjärta
För andra betydelser, se Av hela mitt hjärta (olika betydelser).
Av hela mitt hjärta (engelska: Deep in My Heart) är en amerikansk biografi-musikalfilm om Sigmund Romberg från 1954 i regi av Stanley Donen, med José Ferrer, Helen Traubel och Merle Oberon i huvudrollerna. Filmen hade biopremiär i USA den 9 december 1954.

## Rollista i urval
- José Ferrer som Sigmund Romberg
- Merle Oberon som Dorothy Donnelly
- Helen Traubel som Anna Mueller
- Doe Avedon som Lillian Romberg
- Walter Pidgeon som J. J. Shubert
- Paul Henreid som Florenz Ziegfeld, Jr.
- Tamara Toumanova som Gaby Deslys
- Paul Stewart som Bert Townsend
- Isobel Elsom som Mrs. Harris
- David Burns som Lazar Berrison, Sr.
- Jim Backus som  Ben Judson

### Fotnoter
1. 1 2   The Eddie Mannix Ledger, Los Angeles: Margaret Herrick Library, Center for Motion Picture Study.